# Isaac Israel Hayes

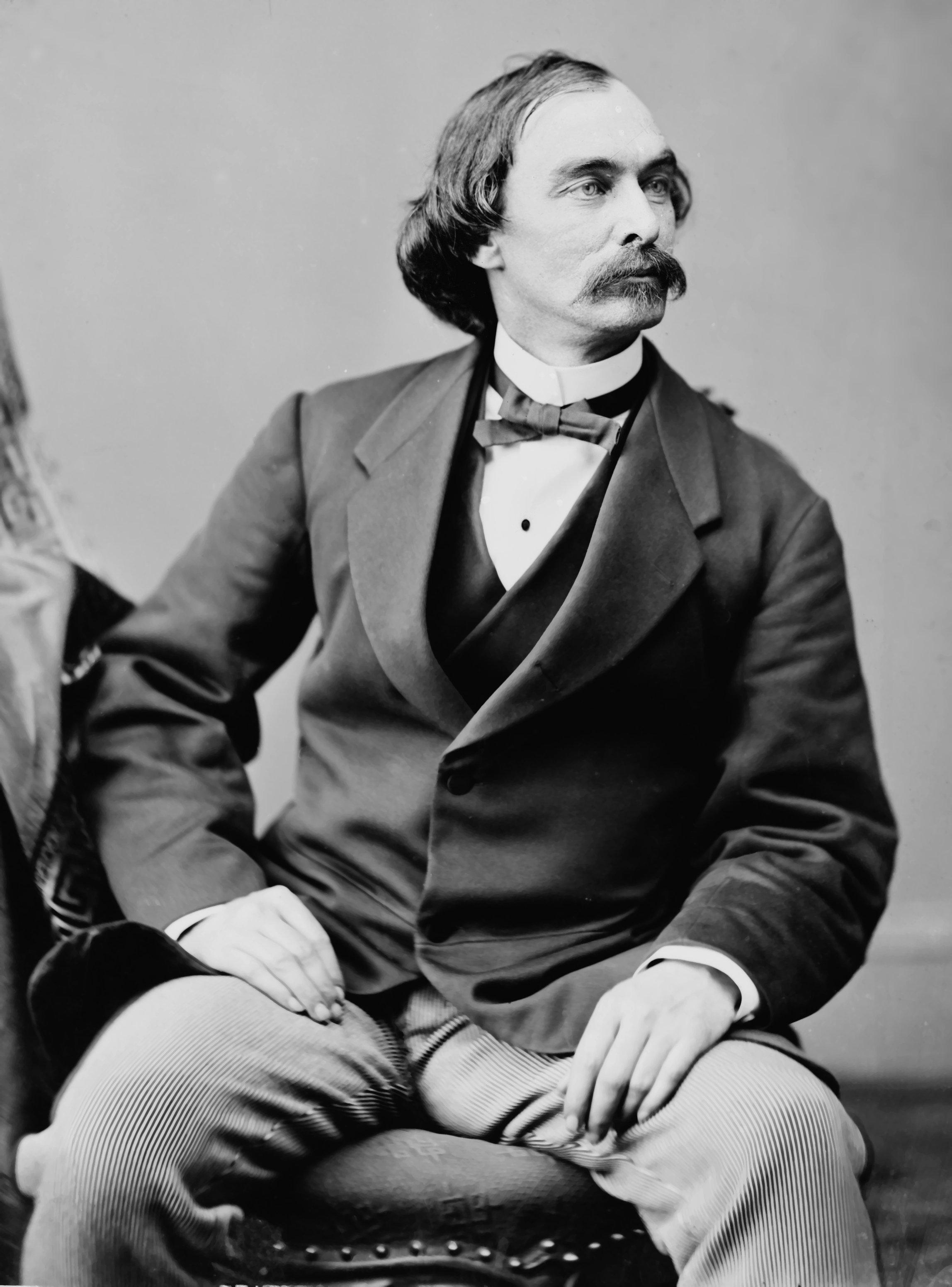
Isaac Israel Hayes, ca. 1860–1875

Isaac Israel Hayes (* 5. März 1832 im Chester County, Pennsylvania; † 17. Dezember 1881 in New York) war ein US-amerikanischer Arzt und Polarforscher.

## Kanes 2. Grinnell-Expedition (1853 bis 1855)
Sofort nach Beendigung seines Studiums an der University of Pennsylvania (1853) beteiligte er sich an der Suchaktion nach dem verschollenen John Franklin und seinen Männern, indem er als Schiffsarzt bei der von Henry Grinnell finanzierten und von Elisha Kent Kane geleiteten Expedition (so genannte 2. Grinnell-Expedition) anheuerte. Die Suchaktion verlief – wie sämtliche andere der zahlreichen zur Rettung Franklins gestarteten Expeditionen Mitte des 19. Jahrhunderts – erfolglos, trug aber wesentlich zur Erforschung der kanadischen und grönländischen Arktis bei.
Ausgehend vom Kane-Becken, das die Expedition als Winterquartier wählte, unternahmen Kane und Hayes jeweils getrennte Schlittenfahrten in den Norden. Hayes erforschte den nördlichen Teil von Ellesmere Island, während sein Partner Kane Nordgrönland (Washington Land und den Humboldt Gletsjer) erkundete.
Die beiden stießen auf eisfreie Zonen des Nordpolarmeeres und stellten so eine Theorie auf, die in den folgenden Jahren die Phantasie zahlreicher Abenteurer und Polarforscher anregte: Hayes nahm an, dass die konstante Drift der Eisschollen dazu führen würde, dass jenseits des zugefrorenen Kane-Beckens eine eisfreie, schiffbare Zone des Nordpolarmeeres Expeditionen relativ einfach zum Nordpol vorstoßen lassen würde. 1855 kehrte die Expedition nach Upernavik zurück.

## Hayes’ Suche nach dem eisfreien Nordpolarmeer
Fünf Jahre später startete Hayes eine neue Arktisexpedition, beseelt von der damals gängigen Theorie vom eisfreien Nordpolarmeer und besessen vom Ziel, diese eisfreie, schiffbare Zone des Arktischen Ozeans rund um den Nordpol zu finden.
Die Expedition stand von Anfang an unter keinem guten Stern: Hayes hatte vorgehabt, sich erst in Grönland mit Schlittenhunden einzudecken, eine 1859 dort wütende Tollwutepidemie hatte aber den Husky-Bestand drastisch reduziert. Außerdem starb in Upernavik einer von Hayes’ Begleitern, ausgerechnet eines der beiden Crewmitglieder, die bereits Arktiserfahrung hatten.
Das primäre Ziel war es, im ersten Jahr möglichst weit nach Norden vorzustoßen, um im darauffolgenden die vermutete eisfreie Zone erreichen zu können. Schlechtes Wetter verhinderte, dass die United States, Hayes’ Schiff, wenigstens bis ins Kane-Becken vorstoßen konnte, so schlug man das Winterquartier am westlichsten Punkt Grönlands auf, dem Kap Alexander unweit der heutigen Siedlung Etah auf der nach Hayes benannten Halbinsel.
Weil im Winter 1860/61 zwei Drittel der Schlittenhunde an einer Epidemie starben, war Hayes gezwungen, seinen Astronomen August Sonntag, begleitet vom Inuk Hans Hendrik, zurückzuschicken, um neue Hunde zu besorgen. Bei dieser Aktion verunglückte Sonntag, so dass Hayes nun das letzte Mitglied seiner Crew war, das Arktiserfahrung vorweisen konnte.
Im Frühjahr brach Hayes mit den neuen Hunden nach Norden auf, am 19. Mai 1861 erreichte er nach einer 46-tägigen Schlittenfahrt den nördlichsten Punkt dieser Expedition, Lady Franklin Bay auf 81° 35′ nördlicher Breite gelegen. Von dort sah Hayes den Kennedy-Kanal, den er eisfrei vorfand und als Einfahrt in die offene, schiffbare arktische See zu identifizieren glaubte.

## Hayes letzte arktische Reise
Zurück in der „Zivilisation“ sah sich Hayes mit politischen Problemen konfrontiert: Der Amerikanische Bürgerkrieg verhinderte eine weitere Expedition. Erst 1869 konnte er erneut nach Nordgrönland aufbrechen, diesmal reiste er ausschließlich mit Inuit, lebte mit ihnen und nahm ihre Gebräuche an. Der größte Erfolg dieser letzten Expedition Hayes’ war die Entdeckung des Robeson-Kanals 1871, was seine eigene Theorie, dass der Kennedy-Kanal direkt ins Nordpolarmeer führen würde, widerlegte.

## Wirkung
Hayes entdeckerische Erfolge wurden rasch von nachfolgenden Expeditionen übertroffen, seine Theorie vom eisfreien Nordpolarmeer in den Folgejahren eindeutig widerlegt, für die Nachwelt interessant sind aber vor allem Hayes’ Reisebeschreibungen, die aufgrund der lebhaften Schilderungen immer noch die Phantasie anregen.

## Werke
1. An Arctic Boat Journey. (1860), über die Expedition mit Kane.
2. The Open Polar Sea. (1867), über seine Expedition 1859–1861.
3. The Land of Desolation. (1871)

## Ehrungen
Neben der erwähnten Hayes-Halbinsel im Nordwesten Grönlands sind auch die Hayes-Insel im Archipel Franz-Josef-Land und der Gletscher Hayesbreen auf der Insel Spitzbergen nach ihm benannt. 1863 wurde er zum Mitglied der American Philosophical Society gewählt.